# Uitzet (bier)
Uitzet is een Belgisch bier. Het wordt gebrouwen door brouwerij Van Steenberge te Ertvelde in opdracht van microbrouwerij Paeleman uit Wetteren.

## Achtergrond
Uitzet werd reeds sinds 1730 gebrouwen door de Wetterse brouwer Van Peteghem, gevestigd in brouwerij-herberg Den Trap aan de Holstraat (thans Van Cromphoutstraat, maar in de volksmond altijd Benedenstraat genoemd). In 1798 werd er zelfs een verhandeling over geschreven door de Wetterse arts Pieter-Engelbert Wauters, die dit bier geneeskundige krachten toeschreef. Het werd destijds zijn bekendste werk. Dat de dysenterie-epidemie van 1791 in Wetteren veel minder slachtoffers maakte dan in Aalst en Dendermonde had volgens hem alles te maken met het feit dat men in de laatste plaatsen ander bier dan Uitzet dronk.
Volgens de beschrijving van Jan Broeckaert is de naam en de ontdekking van de Uitzet terug te voeren op een prachtig voorbeeld van serendipiteit avant la lettre: daartoe gedwongen door een brand bij de buren moest Van Peteghem korte tijd voor de kermis zijn knechten bevelen het vuur onder de brouwketels uit te zetten en de vaten weg te rollen. Aangezien er vervolgens niet genoeg tijd meer was om het gebruikelijke bruine bier voor de kermis te brouwen besloot hij om zijn klanten het product van de uitzet te leveren. Dit viel meteen erg in de smaak en behield de naam van die essentiële stap in het productieoproces.
Ook Pieter-Engelbert Wauters situeert het ontstaan in 1730, enkele dagen voor de kermis. Volgens hem was de brouwer bijna door zijn voorraad bier heen en besloot daarom het kookproces van een aantal tonnen bier voortijdig te beëindigen door het uit de ketel te scheppen en het met oud gist te laten rijpen, waarna het in drie dagen drinkbaar werd. De benaming Uitzet is volgens hem toen ontstaan met als  betekenis wat er uitgeschept is.
Volgens Broeckaert verdrong de Uitzet in Wetteren andere bieren al snel van de markt en kwam men, vanwege de plaatselijke invoerregelingen, met de kermis vooral vanuit Gent speciaal ervoor naar Wetteren, totdat men daar het procédé ging nabootsen. Hij citeert ook een akte van 21 december 1795 waarin een Franse officier met brouwer Verstraete uit Wetteren tonnen Uitzet ruilt voor Bordeaux wijn.
Zoals Jan Broeckaert en Pieter-Engelbert Wauters beiden vermelden is Uitzet in 1730 in Wetteren ontstaan, ook al werd dit vanaf de 19e eeuw vaak aan Gent toegeschreven. Prudens van Duyse deed dit bijvoorbeeld in 1860 in zijn lied "Lieven Uitzet". Het bier had intussen ook zijn naam gegeven aan een allegorische Gentse drinkebroer, die onder andere in gravures werd afgebeeld (en volgens Broeckaert zelfs in bij Uitzet horende gipsafgietsels in het Noorse Trondheim, waar men hem echter voor de bierkoning Gambrinus aanzag).

## De bieren
- Uitzet 1730 is een blonde tripel met een alcoholpercentage van 6,8%. 1730 verwijst naar het jaar van het eerste Uitzet-bier.
- Uitzet Kriekbier is een kriek met een alcoholpercentage van 7,5%. Per 100 liter bier wordt 30 kilogram Poolse krieken toegevoegd en dit fruit blijft zes maanden op het bier gelagerd alvorens het bier gebotteld wordt. Dit bier wordt in de microbrouwerij zelf gebrouwen.